# 이천시민축구단
이천 시민 FC(Icheon Citizen Football Club)는 대한민국 경기도 이천시에 있었던 축구 선수단이다. 이천시축구협회 산하 이천시민축구단이 운영했던 남자 세미프로 축구단이며, 2009년에 창단되고 2020년에 해단되었다. 과거 K4리그에 참가했고 이천시의 후원으로 창단되었으며 홈 경기장은 이천종합운동장이었다.

## 주요 선수
- 고정한: 여덟 시즌 동안 이 팀에서 뛰었다.

## 시즌 결과
2013년 9월 28일 기준
| 시즌 | 리그              | 팀수  | 순위 | 경기 | 승 | 무 | 패 | 득 | 실 | 승점 | FA컵 | 기타 | 감독   |
| ---- | ----------------- | ----- | ---- | ---- | -- | -- | -- | -- | -- | ---- | ---- | ---- | ------ |
| 2013 | 챌린저스리그(A조) | 18(9) | 3(2) | 18   | 16 | 5  | 4  | 59 | 25 | 53   |      |      | 이현창 |
| 2012 | 챌린저스리그(A조) | 18(9) | 3(3) | 25   | 17 | 2  | 6  | 73 | 27 | 53   |      |      | 이현창 |
| 2011 | 챌린저스리그(B조) | 16(8) | 2(1) | 22   | 15 | 4  | 3  | 72 | 25 | 49   |      |      | 이현창 |
| 2010 | K3리그(B조)       | 18(9) | 3(1) | 25   | 16 | 4  | 5  | 85 | 41 | 52   |      |      | 이현창 |
| 2009 | K3리그            | 17    | 7    | 27   | 12 | 9  | 6  | 48 | 32 | 45   |      |      | 이현창 |

## 참고 문헌
- “스포츠지원포털 등록 현황”. 대한체육회.
- “KFA 통합경기정보 시스템”. 대한축구협회.